# Васищеве (роз'їзд)
Васищеве (також Світанок) — проміжний залізничний роз'їзд 5-го класу Харківської дирекції Південної залізниці на дільниці Харків-Слобідський — Зелений Колодязь між станціями Рогань і Зелений Колодязь.

## Історія
У 1895 році поблизу сучасного смт Рогань прокладена залізнична лінія Балашов — Харків, на якій було збудований роз'їзд. Сучасна назва походить від однойменного селища міського типу Харківського району Харківської області, що знаходиться на значній відстані від нього. Раніше мав назву Світанок.
У 1971 році лінія була електрифікована.

## Пасажирське сполучення
На роз'їзді Васищеве щоденно зупиняються приміські поїзди.
| Маршрути приміських поїздів  |
| ---------------------------- |
| Куп'янськ-Південний — Харків |
| Куп'янськ-Вузловий — Харків  |
| Харків — Куп'янськ-Вузловий  |
| Харків-Левада — Гракове      |
| Гракове — Харків-Левада      |
| Лосєве — Гракове             |
| Гракове — Лосєве             |
| Лосєве — Занки               |
| Занки — Лосєве               |